# Великі Залази
Великі Залази (чорн. Veliki Zalazi/Велики Залази) — село (поселення) в Чорногорії, підпорядковане общині Котор. Християнське  поселення з населенням 0  мешканців.

## Населення
Динаміка чисельності населення (станом на 2003 рік):
- 1948 → 85
- 1953 → 58
- 1961 → 36
- 1971 → 18
- 1981 → 8
- 1991 → 4
- 2003 → 0